# Lineodes aztecalis
Lineodes aztecalis là một loài bướm đêm trong họ Crambidae.